# 3. Division (Reichswehr)
Die 3. Division war ein Großverband der Reichswehr. Das Hauptquartier befand sich in Berlin im Wehrkreis III.

## Geschichte

### Aufstellung
Die Division wurde mit Befehl vom 31. Juli 1920 zur Verminderung des Heeres zum 1. Oktober 1920 aus den Reichswehr-Brigaden 3, 5, 6, 8 und 15 des Übergangsheeres gebildet.
Im Zuge der Heeresvermehrung erhielt der Divisionsstab am 1. Oktober 1934 die Tarnbezeichnung Kommandant von Frankfurt (Oder).

### Garnisonen
Der Divisionsstab befand sich in Berlin.

### Kommandeure
Der jeweilige Kommandeur war gleichzeitig auch Befehlshaber im Wehrkreis III. Als Wehrkreisbefehlshaber waren die Divisionskommandeure Rechtsnachfolger der früheren Kommandierenden Generale. Für die Führung der Verbände waren ihnen je ein Infanterie- und ein Artillerieführer, beide mit Stäben, unterstellt.
| Dienstgrad                             | Name                   | Datum                                    |
| -------------------------------------- | ---------------------- | ---------------------------------------- |
| Generalleutnant                        | Hermann Rumschöttel    | 0Oktober 1920 bis 15. Juni 1921          |
| Generalleutnant                        | Richard von Berendt    | 16. Juni 1921 bis 3. August 1921         |
| Generalleutnant                        | Rudolf von Horn        | 04. August 1921 bis 31. Januar 1926      |
| Generalleutnant/General der Infanterie | Otto Hasse             | 01. Februar 1926 bis 31. März 1929       |
| Generalleutnant                        | Rudolf Schniewindt     | 01. April 1929 bis 30. September 1929    |
| Generalleutnant                        | Joachim von Stülpnagel | 01. Oktober 1929 bis 31. Dezember 1931   |
| Generalleutnant                        | Gerd von Rundstedt     | 01. Januar 1932 bis 30. September 1932   |
| Generalleutnant                        | Werner von Fritsch     | 01. Oktober 1932 bis 31. Januar 1934     |
| Generalleutnant                        | Erwin von Witzleben    | 01. Februar 1934 bis 9. September 1935   |
| Infanterieführer III                   |                        |                                          |
| Generalmajor                           | Karl von Fabeck        | 01. Oktober 1920 bis 31. März 1921       |
| Generalmajor                           | Ernst Hasse            | 01. April 1921 bis 31. März 1922         |
| Generalmajor                           | Gottfried Edelbüttel   | 01. April 1922 bis 31. Januar 1925       |
| Generalmajor                           | Friedrich von Esebeck  | 01. Februar 1925 bis 30. Oktober 1926    |
| Generalmajor                           | Heinrich von Bünau     | 01. November 1926 bis 31. Januar 1929    |
| Generalmajor/Generalleutnant           | Wolfgang Fleck         | 01. Februar 1929 bis 30. April 1931      |
| Generalmajor                           | Hugo Zeitz             | 01. Mai 1931 bis 30. September 1931      |
| Generalmajor                           | Ulrich von Waldow      | 01. Oktober 1931 bis 31. Januar 1933     |
| Generalmajor                           | Maximilian von Weichs  | 01. Februar 1933 bis 30. September 1934  |
| Generalmajor                           | Hermann Hoth           | 01. Oktober 1934 bis 30. September 1935  |
| Artillerieführer III                   |                        |                                          |
| Generalmajor                           | Georg von der Lippe    | 01. Oktober 1920 bis 31. Januar 1922     |
| Oberst/Generalmajor                    | Erich von Botzheim     | 01. Februar 1922 bis 31. Dezember 1923   |
| Oberst/Generalmajor                    | Hermann Schirmer       | 01. Januar 1924 bis 31. März 1925        |
| Oberst/Generalmajor                    | Victor von Aigner      | 01. April 1925 bis 30. Juni 1927         |
| Oberst/Generalmajor                    | Otto Lorenz            | 01. Juli 1927 bis 31. Januar 1929        |
| Oberst/Generalmajor                    | Kurt Spemann           | 01. Februar 1929 bis 31. Oktober 1930    |
| Generalmajor                           | Theodor Endres         | 01. November 1930 bis 30. September 1931 |
| Generalmajor                           | Günther von Kluge      | 01. November 1931 bis 30. September 1933 |
| Generalmajor                           | Wilhelm Keitel         | 01. Oktober 1933 bis 31. März 1934       |
| Generalmajor                           | Heinrich Höring        | 01. April 1934 bis 30. April 1935        |

## Organisation

### Verbandszugehörigkeit
Die Division unterstand dem Gruppenkommando 1 in Berlin.

### Gliederung
Der Großverband gliederte sich wie folgt:
- Infanterieführer III in Potsdam mit

7. (Preußisches) Infanterie-Regiment
8. (Preußisches) Infanterie-Regiment
9. (Preußisches) Infanterie-Regiment
3. (Preußisches) Pionier-Bataillon (ab 1930 der Division direkt unterstellt)
- Artillerieführer III in Berlin mit

3. (Preußisches) Artillerie-Regiment
3. (Preußische) Fahr-Abteilung
Ferner unterstanden der Division:
- 3. (Preußische) Nachrichten-Abteilung
- 3. (Preußische) Kraftfahr-Abteilung
- 3. (Preußische) Sanitäts-Abteilung

Darüber hinaus waren dem Wehrkreisbefehlshaber unterstellt:
- die Kommandanturen Berlin, Breslau, Küstrin, Glatz, Glogau und Oppeln
- die Truppenübungsplätze Döberitz, Neuhammer, der Schießplatz Kummersdorf, der Artillerieschießplatz Jüterbog sowie der Pionier-Übungsplatz Klausdorf